# Dance & Scream
『Dance & Scream』（ダンス・アンド・スクリーム）は、2010年11月24日に発売された、Fear, and Loathing in Las Vegasの1枚目のフルアルバムである。

## 概要
メジャーレーベルであるVAPから発売されたデビューアルバム。CDショップチェーンのタワーレコードで限定発売（VPCP-81685）された。収録曲の約半分は自主製作盤の再録であり、再録にあたってフレーズのキレを増そうと心掛けたという。
『Dance & Scream』というアルバム名について、Tomonori曰く「バンド名長ったらしいし、アルバムの名前ぐらいシンプルにいこうぜってメンバー全員でなりましたね」とのこと。
アルバムの出来について、Sxunは「最後の最後まで不安はあったんですけど、曲が揃ってみて、すごい納得のいくものが出来たなと思ってます」、Soは「僕らに出来る最高の11曲が出来たと思うんで、ほんとに満足感があります」、Tomonoriは「妥協なくできたんでよかったです！」とコメントしている。
長らくストリーミング配信が行われていなかったが、2021年6月にストリーミング配信が開始され、それを記念したライブも行われれる予定である。

## 楽曲制作
基本的にはSxunとMinamiがメロディやキーボードのフレーズを制作し、それをもとにして6人全員で広げていくという形で作曲が行われた。その際に意見を言うのはTomonoriとSxunであり、他の4人がそれに対して意見を言う形で制作が進められたという。
Sxunは「長期的な目標とか、目の前にあることを一個一個頑張ってきたっていう感じなんで、周りから見えてるのと、自分らの心境はちょっと違うなっていうのはありますね。なんだかんだいろいろ、しんどい想いもしたし、頑張った部分もあったんで、今となってはうまくいったなって感じ」だったと語る。
曲作りにはかなり苦労したらしく、Sxunは「実は全然スムーズじゃなくて、実際みんなで話し合いをしたり、結構いろんな問題が起きてたんで、妥協一切なしで、みんなでずっと話し合って必死にやってましたね。色々と苦労とか葛藤とかありましたけど、それでも全部クリアにした状態でこの1枚を出せましたね」とも語っている。

## 評価
タワーレコードオンラインにて、ライターの有島博志は本作を「今絶対に聴くべき作品だ。日本のロックだ、洋楽ロックだ、というような〈分け隔て〉をコレッぽっちも感じさせない、とてもcoolな一作だ」と、粟野竜二は「2010年最大級の衝撃作」とした上で、「相反する要素をカオティックに撒き散らすのではなく、圧倒的なスピード感と耳馴染みの良いメロディーでまとめ上げるセンスとテクニックは、見事と言うほかない」と、金子厚武は「ドラマティックなシンセに高速で刻むメタリックなギターとツーバス、オートチューン使いのキャッチーな歌、そしてまだ線の細さを感じさせるデス声ヴォーカルが生み出す、異形かつタイトル通りにハイテンションなミクスチャーだ。いちばん近いのはエンター・シカリだと思うんだけど、カオスっぷりはこっちのほうが格段に上」とそれぞれ評した。
また激ロック代表の村岡俊介は、「エレクトロ＋スクリーモ＝エレクトリーモをベースにしているのは間違いないが、それにとどまらず、ずば抜けたキャッチーなメロディはメイン・ストリームなメジャー感を備えており、最先端のエクストリーム・メタル・フリークからJ-POP、J-ROCKファンまで幅広いファン層を取り込むポテンシャルを存分に感じる作品」と本作を評した。

## 収録曲
| #         | タイトル                                          | 作詞  | 作曲・編曲 | 時間 |
| --------- | ------------------------------------------------- | ----- | ---------- | ---- |
| 1.        | 「Burn the Disco Floor with Your "2-step"!!」     |       |            | 3:10 |
| 2.        | 「Hey Girl!! Why Not Party Like a Bitch!?」       |       |            | 3:37 |
| 3.        | 「Stray in Chaos」                                |       |            | 3:47 |
| 4.        | 「Love at First Sight」                           |       |            | 4:12 |
| 5.        | 「Take Me Out!!」                                 |       |            | 4:09 |
| 6.        | 「interlude」                                     |       |            | 2:17 |
| 7.        | 「My Dear Lady, Will You Dance With Me Tonight?」 |       |            | 3:58 |
| 8.        | 「Because You Are Here」                          |       |            | 3:52 |
| 9.        | 「Solitude X'mas」                                |       |            | 4:11 |
| 10.       | 「Beyond the End」                                |       |            | 3:39 |
| 11.       | 「Twilight」                                      |       |            | 3:48 |
| 合計時間: | 合計時間:                                         | 40:44 |            |      |

## 曲解説
1. Burn the Disco Floor with Your "2-step"!!
自主製作盤の再録曲。再録にあたってイントロ部分を大幅にカットしている。これについて、Sxunは「裏切りたかったんですよ。ライヴでも最後に｢Burn The Disco～｣をやってますが、あれやったら盛り上がるっていうか、一般的に聴きやすい曲だと思いますし、でもそれに頼ってると思われたくなかったんで。それでいきなりアルバム1曲目で、あのイントロもなく歌から入って、“いきなりこれやっちゃうの、じゃあ次どの曲が主力なの？”って思わせるようなアルバムにしたかったっていうのはありますね[3]」と語っている。
ただ、Tomonoriはカットされたイントロ部分について、「あのイントロはイントロですげぇいいと思いますけどね。俺も入れたいと思ったんですけど今回は歌始まりでいこうと思って[3]」と述べている。
2. Hey Girl!! Why Not Party Like a Bitch!?
自主製作盤の再録曲。
3. Stray in Chaos
ミュージック・ビデオが制作された。
Tomonori曰く、「ほんと好きなものをごちゃごちゃ、カオスにしてその上で曲を作った」という[8]。
4. Love at First Sight
ミュージック・ビデオが制作された。また、スペースシャワーTVの2010年12月度POWER PUSH!に選ばれた。
Sxunがメロディー、Minamiがキーボードのオケ、Tomonoriが構成という曲作りメインの3人で作成した楽曲。Sxunがつくってきたメロディーが基盤になっている。Tomonori曰く、自然と流れができていく上でそれでもほかのバンドと違うような違和感を出したいとおもって制作し、とにかく踊れる曲にしたかったという[8]。
5. Take Me Out!!
自主製作ダブルA面シングル収録曲。
6. interlude
7. My Dear Lady, Will You Dance With Me Tonight?
自主製作盤の再録曲。
8. Because You Are Here
9. Solitude X'mas
10. Beyond the End
11. Twilight
自主製作ダブルA面シングル収録曲。

## タイアップ
Love at First Sight
- アーケードゲーム『jubeat copious』

Take Me Out!!
- 日本テレビ系バラエティ番組『ぐるぐるナインティナイン』内企画「ゴチになります!12・16」挿入曲

## 演奏
- So : Vocal
- Minami : Vocal, Keyboard
- Sxun : Guitar
- Taiki : Guitar
- Mashu : Bass Guitar
- Tomonori : Drums